# Шеернг
Шеернг (калм. Шеерң) — посёлок (сельского типа) в Ики-Бурульском районе Калмыкии, в состав Оргакинского сельского муниципального образования.
Население - 108 (2012)

## История
Дата основания населённого пункта не установлена. На карте РККА 1941 года населённый пункт обозначен под названием Оргакиновский . На карте Генштаба СССР 1985 года посёлок указан под названием Красный. Современное название присвоено, вероятно, в 1990-х.

## Физико-географическая характеристика
Посёлок расположен на севере Ики-Бурульского района, в пределах восточной покатости Ергенинской возвышенности, являющейся частью Восточно-Европейской равнины, на высоте около 60 метров над уровнем моря. Рельеф холмисто-равнинный, пересечёнными балками и оврагами. Общий уклон местности с югу на севере - к руслу пересыхающей реки Шарын-Сала. Близ посёлка расположено устье реки Багут-Сала (правый приток Шарын-Салы).
К посёлку имеется автодорога с щебеночным покрытием. По автомобильным дорогам расстояние до административного центра сельского поселения посёлка Оргакин составляет 15 км, до районного центра посёлка Ики-Бурул - 56 км, до столицы Республики Калмыкия города Элисты - 53 км.
Часовой пояс
Шеернг, как и вся Республика Калмыкия, находится в часовой зоне МСК (московское время). Смещение применяемого времени относительно UTC составляет +3:00.

## Население
| 2002 | 2010 | 2012 |
| ---- | ---- | ---- |
| 110  | →110 | ↘108 |

Национальный состав
Согласно результатам переписи 2002 года большинство населения посёлка составляли калмыки (71 %) и даргинцы (27 %)